# Silvergökbi
Silvergökbi (Nomada argentata) är en biart som beskrevs av Herrich-Schäffer 1839. Den ingår i släktet gökbin och familjen långtungebin. Inga underarter finns listade i Catalogue of Life.

## Beskrivning
Silvergökbiet är ett litet, långsträckt bi med en kroppslängd mellan 7 och 9 mm. Huvudet, inklusive antennernas ovansida, mellankroppen och delar av bakkroppen är övervägande svartbruna. Honan har dock två rödbruna spetsar baktill på mellankroppen. Mittpartiet av bakkroppen är rödbrunt, liksom benen (baklåren är dock mörkare). Även individer med helt mörk bakkropp förekommer. På bakre delen av mellankroppens ovansida samt dess sidor och undersida har den tät, silvervit behåring.

## Ekologi
Arten bygger inga egna bon, utan larven lever som boparasit hos guldsandbi där den dödar ägget eller larven och lever på det insamlade matförrådet. Det fullbildade biet lever på gräsmarker (både torrängar och våtängar), gärna med tillgång till bara sandpartier som gropar och dyner, samt bestånd av vädd. Den besöker gärna ängsvädd och fältvädd, ibland även åkervädd. Den kan även besöka blommande växter utanför väddfamiljen, som blåmunkar, blodrot, syskor, myntor och olika tistelarter. Trots att arten bara får en generation per år är den senflygare, från mitten av juli till mitten av september.

## Utbredning
Silvergökbiet anges av IUCN som endemiskt för Europa, och förekommer främst i Central- till Östeuropa. Enligt Artdatabanken skall det dock även finnas i delar av Främre Asien. Det finns sällsynt i södra England och på några få lokaler i Irland.
I Sverige är arten lokalt utdöd från Skåne och Blekinge. På Öland observerades den senast 1971, och den populationen kan möjligen finnas kvar. Den har emellertid relativt nyligen (2010–2013) påträffats i Östergötland och Västergötland, samt ännu senare (före 2025) i Södermanland och Närke. 
Arten förekommer ej i Finland; Internationella naturvårdsunionen (IUCN) anger dock förekomsten där som "osäker". Arten antas vara utdöd sedan 1950-talet i Norge, däremot finns den i Danmark.

## Status
Internationellt är arten rödlistad som nära hotad ("NT") av IUCN, och populationen minskar. Främsta orsaken anges vara det moderna jordbruket, under vilket den typ av örtrika gräsmarker som biet (och dess värdart) behöver minskar.
I Sverige är biet rödlistat som starkt hotat ("EN"). Främsta orsakerna anges vara att gräsmarkerna antingen växter igen på grund av minskat/upphört bete, eller att artrikedomen minskar på grund av hårdbete. Ett åtgärdsprogram har framtagits. Tidigare (2005 och 2010), innan upptäckterna nämnda ovan under Utbredning, betraktades arten som nästan utdöd och rödlistades som akut hotad ("CR").